# Sabine Derflinger
Pour les articles homonymes, voir Sabine et Derflinger.
Sabine Derflinger, née en 1963 à Wels, est une réalisatrice, scénariste, productrice et actrice autrichienne.

## Filmographie

### Comme réalisatrice
- 1992 : Es war einmal
- 1994 : Geraubte Kindheit - und damit leben lernen
- 1996 : Achtung Staatsgrenze (documentaire)
- 1998 : Aus Liebe (court métrage)
- 2000 : The Rounder Girls (documentaire)
- 2002 : Step on It
- 2004 : Kleine Schwester (téléfilm)
- 2005 : Schnelles Geld (documentaire)
- 2006 : Fremde Kinder (série télévisée documentaire) (1 épisode)
- 2007 : 42plus
- 2009 : One Out of 8 (documentaire)
- 2010 : Tag und Nacht
- 2011 : Hot Spot (documentaire)
- 2013 : Paul Kemp - Alles kein Problem (série télévisée) (4 épisodes)
- 2012-2014 : Tatort (série télévisée) (3 épisodes)
- 2015 : Four Women and a Funeral (série télévisée) (3 épisodes)
- 2015 : Twilight Over Burma (téléfilm)
- 2017 : Universum History (série télévisée documentaire) (1 épisode)
- 2017 : Anna Fucking Molnar
- 2015-2018 : Vorstadtweiber (de) (série télévisée) (15 épisodes)
- 2018 : Die Füchsin: Spur in die Vergangenheit (téléfilm)

### Comme scénariste
- 1994 : Geraubte Kindheit - und damit leben lernen
- 1996 : Achtung Staatsgrenze (documentaire)
- 1998 : Aus Liebe (court métrage)
- 2000 : The Rounder Girls (documentaire)
- 2002 : Step on It
- 2005 : Schnelles Geld (documentaire)
- 2006 : Fremde Kinder (série télévisée documentaire) (1 épisode)
- 2007 : 42plus
- 2010 : Tag und Nacht

### Comme productrice
- 2000 : The Rounder Girls (documentaire)
- 2009 : One Out of 8 (documentaire)
- 2010 : Sta ostaje (court métrage documentaire)

### Comme actrice
- 1990 : Arbeitersaga (série télévisée)